# Национальный совет по электронным СМИ
Национальный совет по электронным СМИ (НСЭСМИ) является независимым, полноправным автономным учреждением, осуществляющим контроль за соблюдением Конституции Латвийской Республики, Закона об электронных средствах массовой информации и других нормативных актов в деятельности средств массовой информации (СМИ). В соответствии с Директивой Европейского парламента и Совета (ЕС) NEPLP является независимым регулирующим органом.
Необходимое финансирование для выполнения функций Национального совета по электронным СМИ выделяется из государственного бюджета. Миссия NEPLP состоит в том, чтобы развивать, поддерживать и контролировать индустрию электронных СМИ в Латвии, создавая предпосылки для разнообразия предоставляемых услуг и отражения мнений в СМИ, в соответствии с интересами и потребностями различных групп общества, содействие конкуренции на отраслевом рынке, создание и сохранение социально значимого, качественного и доступного контента. Совет активно участвует в таких институтах сотрудничества стран-членов ЕС и международных регуляторов, как Европейская группа регуляторов аудиовизуальных медиауслуг (ERGA) и Ассоциация европейских регуляторов вещания (EPRA). НСЭСМИ состоит из пяти членов, избираемых Сеймом на пять лет. Порядок избрания Совета определяется регламентом Сейма. Члены НСЭСМИ могут быть переизбраны, но не более двух раз подряд. В настоящее время в состав НСЭСМИ входят председатель совета Иварс Аболиньш, заместитель председателя совета Аурелия Иева Друвиете, а также члены совета Иева Калдерауска, Илва Милзарая и Андис Плаканс. Исторически первым председателем НСЭСМИ, в то время Национального совета по радио и телевидению, был Оярс Рубенис.

## Организация работы
НСЭСМИ сам разрабатывает и утверждает правила своей деятельности. Заседания НСЭСМИ проводятся не реже одного раза в месяц. Информация о созыве собраний и повестке дня доступна на веб-сайте НСЭСМИ. Считается, что кворум есть, если в заседании участвует более половины членов Совета.

## Механизм формирования
Кандидатов в члены Национального совета по электронным СМИ выдвигает Комиссия Сейма по правам человека и связям с общественностью по согласованию с ассоциациями и фондами, действующими в сфере СМИ, образования, культуры, науки и прав человека. Гражданин Латвии, имеющий постоянное место жительства в Латвии, имеющий высшее образование, не менее пяти лет профессионального или академического опыта в сфере средств массовой информации, образования, культуры, науки или прав человека и хорошую репутацию, может быть номинирован кандидатом в члены Национального совета по электронным СМИ. Членом Национального совета по электронным СМИ не может быть:
- должностное лицо политической партии или объединения политических партий;
- владелец долей капитала (долей) электронного носителя;
- осужден за умышленное преступление, если он не реабилитирован либо судимость не погашена или снята.

Работа в Национальном совете электронных СМИ является основной работой члена Совета. На членов НСЭСМИ распространяются ограничения и запреты, предусмотренные для государственных служащих Законом «О предотвращении конфликта интересов в деятельности государственных служащих». Для обеспечения функционирования Совета создается секретариат.

## История
В начале 1990-х годов, когда Латвия обрела независимость, необходимо было обеспечить соблюдение основных принципов демократии в сфере электронных общественных коммуникаций путем создания системы общественного вещания, а также путем создания благоприятных условий для развития частных организаций вещания. До создания Национального совета по радио и телевидению в Латвии действовал Латвийский совет по радио и телевидению, который действовал в соответствии с положением, утвержденным Президиумом Верховного Совета Латвийской Республики (1992—1995 годы). Председателем совета был З. Скуиньш, заместителем председателя — К. Вахштейнс. Действовал закон «О радио и телевидении», принятый Верховным Советом 6 мая 1992 года.
24 августа 1995 года Сейм принял Закон о радио и телевидении, определивший порядок создания, регистрации, эксплуатации и мониторинга электронных средств массовой информации. Контрольные функции были возложены на Национальный совет по радио и телевидению, который был создан 28 сентября 1995 года. В первые годы своей деятельности Совет развернул активную работу по организации сектора электронных средств массовой информации, контролю за соблюдением телерадиоорганизациями в своей деятельности Конституции, Закона о радио и телевидении и других законов, контролю за этой свободой. речь и информация обеспечены. 12 июля 2010 года Сейм принял Закон об электронных СМИ, который дополнительно определил порядок и правила работы электронных СМИ, находящихся в юрисдикции Латвии. Контроль за соблюдением этого закона возложен на Национальный совет электронных СМИ, который является правопреемником прав и обязанностей Национального совета по телерадиовещанию.
До создания Совета государственных электронных средств массовой информации (далее — СГЭСМИ) деятельность НСЭСМИ также регулировалась Законом об публичных электронных средствах массовой информации и их управлении. До 4 августа 2021 года НСЭСМИ выполняла функции общественного вещателя ВСИА «Латвийское телевидение» (ЛТВ) и ВСИА «Латвийское Радио» (ЛР) как держателя долей государственного капитала и собрания участников, обеспечивала выполнение общественных заказов. для общественных и коммерческих электронных СМИ, а также проводил мониторинг выполнения общественного порядка. Согласно Закону об публичных электронных СМИ и их управлении, функции собрания акционеров и участников ЛТВ и ЛР, а также надзора за выработкой общественного порядка с 4 августа 2021 года осуществляет СГЭСМИ.